# Benito Juárez (Zacatecas)
Benito Juárez è una municipalità dello stato di Zacatecas, nel Messico centrale, il cui capoluogo è la località di Florencia.
Conta 4.372 abitanti (2010) e ha una estensione di 328,26 km².
La città deve il suo nome a Benito Juárez, il primo presidente del Messico di origine india.